# Tschischik-Pyschik

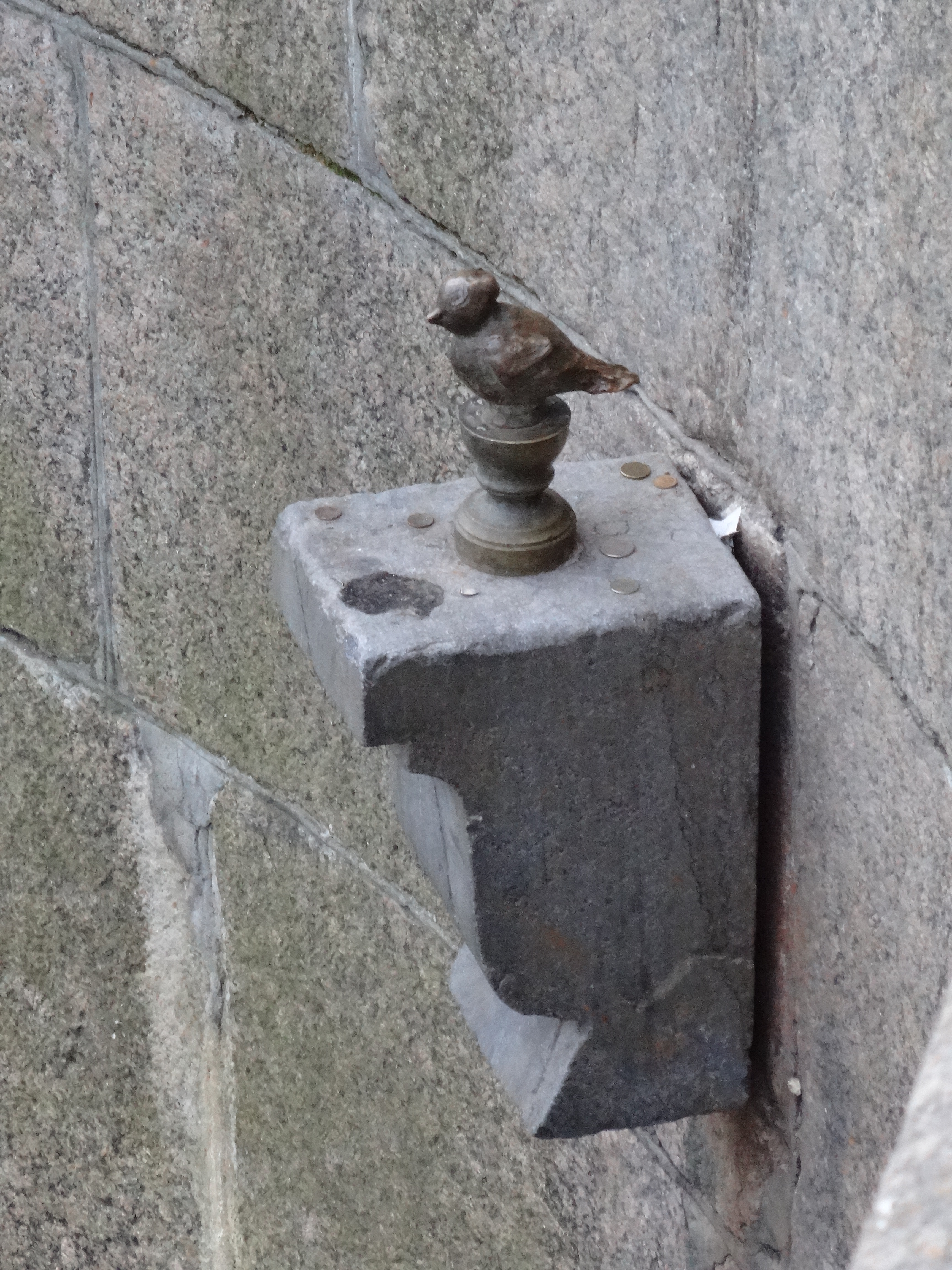
Tschischik-Pyschik

Der Tschischik-Pyschik (russisch Памятник Чижику-Пыжику) ist eine bronzene Plastik eines Erlenzeisigs, die etwa auf halber Höhe zwischen Wasserspiegel und Straße an der südöstlichen Kaimauer der 1. Ingenieurbrücke (russisch Инженерный мост) an der Kreuzung der Flüsse Fontanka und Moika in Sankt Petersburg angebracht ist. Die kleine Skulptur ist 11 cm hoch und 5 kg schwer. Sie wurde am 19. November 1994 auf Veranlassung des Architekten Wjatscheslaw Buchajew (russisch Вячеслав Борисович Бухаев) angebracht. Gestaltet wurde sie von dem georgischen Künstler Rewas Lewanowitsch Gabriadse.
Die Figur bezieht sich auf einen populären Volksreim:
Чижик-пыжик, где ты был?

На Фонтанке водку пил.

Выпил рюмку, выпил две –

Закружилось в голове.
Tschischik-Pyschik, wo warst du?

Wodka trinken an der Fontanka.

Erst ein Gläschen, dann ein zweites –

Und jetzt dreht sich mein Schädel.
Die Audiowiedergabe wird in deinem Browser nicht unterstützt. Du kannst die Audiodatei herunterladen.
Zur Entstehung des Reims gibt es mindestens zwei Legenden. Die erste reicht fast 200 Jahre zurück. 1835 wurde die Kaiserliche Rechtsschule gegründet. Das Institut befand sich im Gebäude Fontanka 6. Die Studenten trugen grüne und gelbe Uniformen, deren Farben mit einem Erlenzeisig (russisch чиж, tschisch, Diminutiv tschischik) in Verbindung gebracht wurden, während pyschik (пыжик) die russische Bezeichnung für Renkälber sowie deren Fell ist, aus dem unter anderem von den Studenten getragene Fellmützen gefertigt wurden. Der Legende nach verbrachten die Studenten ihre Abende gern in der Kneipe des Kaufmanns Nefjodow (Нефёдов), bei dem viel Wodka geflossen sein soll. Die zweite Legende erzählt davon, dass an dieser Stelle Vögel beim Trinken von Wodka beobachtet worden seien.
Kurz nach Einweihung entwickelte sich der Brauch, Münzen auf den Vogel zu werfen. Bleibt eine Münze auf dem Sockel liegen, geht ein Wunsch in Erfüllung. Für Brautleute hat sich ein weiterer Brauch gebildet: Der Bräutigam muss ein gefülltes Glas an einer Schnur zum Tschischik-Pyschik herunterlassen und mit dem Schnabel des Erlenzeisigs anstoßen, ohne dass es zerbricht. Gelingt es, ist dies ein Zeichen des Glücks für die junge Familie.
Aufgrund des hohen Symbolwertes und vielleicht auch wegen des Materialwertes wurde die Figur schon mehrmals entwendet.
Die Popularität der kleinen Skulptur hängt wahrscheinlich damit zusammen, dass es sich weder auf politische noch historische Gegebenheiten bezieht, sondern sich mit der menschlichen Schwäche für alkoholische Getränke befasst. Es mag vielleicht deshalb kein Zufall sein, dass das Podest, auf dem die Figur steht, unter dem Straßenniveau liegt.